# Kochkarita
La kochkarita és un mineral de la classe dels sulfurs, que pertany al grup de l'aleksita. Rep el nom del dipòsit d'or de Kochkar' (Rússia), la seva localitat tipus.

## Característiques
La kochkarita és una sulfosal de fórmula química PbBi₄Te₇. Cristal·litza en el sistema trigonal. La seva duresa a l'escala de Mohs es troba entre 2 i 2,5.
Segons la classificació de Nickel-Strunz, la kochkarita pertany a «02.GC - Poli-sulfarsenits» juntament amb els següents minerals: hatchita, wal·lisita, sinnerita, watanabeïta, simonita, quadratita, manganoquadratita, smithita, trechmannita, aleksita, poubaïta, rucklidgeïta, babkinita, saddlebackita, tvalchrelidzeïta i mutnovskita.

## Formació i jaciments
Va ser descoberta al dipòsit d'or de Kochkar', situat a la localitat de Plast, a l'óblast de Txeliàbinsk (Districte Federal dels Urals, Rússia). També ha estat descrita a les regions russes de Sakhà i Sverdlovsk, així com als Estats Units i Cuba.